# Hyundai
Hyundai (кор. 현대?, 現代? хёндэ́) — корейский чеболь (конгломерат), основанный Чон Чжу-ёном. После Азиатского финансового кризиса компания передала в особые подразделения большинство видов бизнеса, в том числе: «Hyundai Motor Group», «Hyundai Department Store Group» и «Hyundai Heavy Industries Group». Название «Hyundai» происходит от синокорейского слова 現代, что означает «современность».

## История
Первая компания группы была основана в 1947 году как авторемонтная мастерская. Впоследствии она стала инженерно-строительной компанией. Чон Чжу-ён и члены его семьи начали заниматься и другими видами деятельности, расширив влияние на другие отрасли промышленности. В итоге, появился самый крупный в Корее чеболь.
При помощи американских военных контрактов и поддержке правительственных программ развития инфраструктуры компания Чон Чжу-ёна стала главной строительной фирмой в Республике Корея. В частности, она выполняла престижный заказ на строительство 400-километровой сверхскоростной магистрали между Сеулом и Пусаном. С 1965 года Hyundai начала выходить на строительные рынки Гуама, Таиланда и Вьетнама. В 1967 году была основана Hyundai Motor Company. В 1973 году была основана
Hyundai Heavy Industries. На следующий год было завершено строительство первого морского судна. В 1983 году Hyundai вошёл в электронную промышленность, создав компанию Hyundai Electronics (с 2001 года «Hynix»).
К середине 1990-х годов компания Hyundai имела более 60 дочерних компаний и принимала активное участие в различных сферах экономики, в том числе автомобилестроении, строительстве, химической промышленности, электронике, финансовых услугах, тяжёлой промышленности и судостроении. В этот же период она имела общий годовой доход около 90 млрд долл. США и более 200 000 сотрудников.

### Реструктуризация
В декабре 1995 года было объявлено о крупной реструктуризации управления, затронувшей 404 руководителей компании.
В апреле 1999 года Hyundai объявила о крупной реструктуризации, сокращении на две трети числа бизнес-единиц, а также о плане по разделению конгломерата на пять независимых бизнес-групп.
После реструктуризации, начавшейся с 2000 года, основными видами бизнеса компании стали судостроение, автомобилестроение, строительство, розничная торговля, финансы, электроника. После смерти основателя Чон Чжу-ёна в 2001 году компании, составлявшие чеболь, отделились и стали представлять самостоятельные предприятия. 1 апреля 2003 года Hyundai Group была разделена на следующие независимые подразделения:
- Hyundai Group
- Hyundai Motor Group
- Hyundai Development Group
- Hyundai Department Store Group
- Hyundai Electronics (Hynix)

В результате реструктуризации компания Hyundai Group в настоящее время занимается только контейнерными перевозками, производством лифтов и туризмом. Сегодня большинство компаний, носящих имя Hyundai, юридически не связано с Hyundai Group. Тем не менее, в большинстве бывших дочерних компаний конгломерата Hyundai продолжают руководить родственники Чон Чжу-ёна.